# Steven Rosenblum
Steven Rosenblum ist ein US-amerikanischer Filmeditor.

## Leben
Steven Rosenblum ist ein Absolvent des American Film Institute Konservatoriums, einer privaten Filmhochschule, die er 1976 in der Kameraklasse beendete. Seit 1980 begann er als Schnittassistent zu arbeiten, und durfte bei dem 1987 erschienenen Kinofilm Asphalt Kid (Originaltitel: „Wild Thing“) erstmals als eigenständiger Editor arbeiten. Seitdem verantwortete er den Filmschnitt bei mehr als zwanzig Filmen, unter anderem Glory (1989), Gefährliche Schönheit – Die Kurtisane von Venedig (1998), X-Men (2000), Last Samurai (2003) und Zum Ausziehen verführt (2006). Er arbeitet oft mit dem Regisseur Edward Zwick zusammen.
Steven Rosenblum wurde dreimal für den Oscar/Bester Schnitt nominiert: für Glory (1989), Braveheart (1995) und Blood Diamond (2006). Für Glory und Braveheart gewann er den Eddie Award der American Cinema Editors (ACE), deren Mitglied er auch ist. 1989 wurde er für seine Arbeit an der Serie Die besten Jahre mit dem Emmy ausgezeichnet. Für seine Arbeit an The Last Samurai erhielt er zusammen mit seinem Kollegen Victor Du Bois einen Golden Satellite Award. Das American Film Institute ehrte ihn 2011 mit dem Franklin J. Schaffner Award.

## Filmografie (Auswahl)
- 1987–1990: Die besten Jahre (thirtysomething, Fernsehserie)
- 1989: Glory
- 1993: Mein Vater – Mein Freund (Jack the Bear)
- 1994: Legenden der Leidenschaft (Legends of the Fall)
- 1995: Braveheart
- 1996: Mut zur Wahrheit (Courage under Fire)
- 1998: Gefährliche Schönheit – Die Kurtisane von Venedig (Dangerous Beauty)
- 1998: Ausnahmezustand (The Siege)
- 2000: X-Men
- 2002: Die vier Federn (The Four Feathers)
- 2003: Last Samurai (The Last Samurai)
- 2005: xXx 2 – The Next Level (xXx: State of the Union)
- 2006: Zum Ausziehen verführt (Failure to Launch)
- 2006: Blood Diamond
- 2008: Die Reise zum Mittelpunkt der Erde (Journey to the Center of the Earth)
- 2008: Defiance – Für meine Brüder, die niemals aufgaben (Defiance)
- 2009: Notorious B.I.G.
- 2010: Love and other Drugs – Nebenwirkung inklusive (Love & Other Drugs)
- 2012: Get the Gringo
- 2013: After Earth
- 2014: Bauernopfer – Spiel der Könige (Pawn Sacrifice)
- 2016: The Birth of a Nation – Aufstand zur Freiheit (The Birth of a Nation)
- 2016: Blood Father
- 2016: The Promise
- 2017: Die Frau, die vorausgeht (Woman Walks Ahead)
- 2021: Lansky – Der Pate von Las Vegas (Lansky)
- 2022: Medieval
- 2022: On the Come Up
- 2025: Flight Risk